# A barackpakolás
A barackpakolás (Taming Strange) a South Park című amerikai animációs sorozat 242. része (a 17. évad 5. epizódja). Elsőként 2013. október 30-án sugározták az Egyesült Államokban. Magyarországon 2014. január 28-án mutatta be a magyar Comedy Central.
Az epizód Miley Cyrus 2013-as MTV Video Music Awards című részével foglalkozik, a "Yo Gabba Gabba" című televíziós gyerekprogramon keresztül. Emellett tárgyalja a Healthcare.gov weboldal nehézkes indulását. A cselekmény Kyle és Ike feszült kapcsolatára helyezi a hangsúlyt, az utóbbi korai pubertásával foglalkozva.

## Cselekmény
|  | Alább a cselekmény részletei következnek! |

Az iskolában Mr. Mackey megmutatja a gyerekeknek, hogy mostantól az Intellilink számítógépes szolgáltatást fogják használni, de a bemutatója nem sül el jól, mert a rendszer nem akar rendesen működni. Közben Kyle és Ike között valamiért feszültté válik a viszony: láthatóan Ike korai pubertáson megy keresztül, és folyton konfliktusba kerül a bátyjával. Mr. Mackey azt mondja, hogy a kanadaiak feltehetően másként mennek át a pubertáson. A két fiú ezért megnézi a kanadai egészségügyi bizottság oktatófilmjét, amiben az egészségügyi miniszter furcsa dolgokat mond. Többek között olyanokat, hogy a szexuális élet úgy zajlik, hogy "a férfi ráfingik a nő barackjára, a nő ezután rápunipúzik a férfi arcára". A filmben ezután látható, hogy valaki kamerán kívül elmondja a miniszternek, hogy ez nem így van, és a felesége hazudott neki erről. Hazamegy felelősségre vonni a nejét, aki azt mondja, hogy szarkasztikus volt, és amikor ezt mondta, dühös, mert a férfi nem ment el vele párterápiára. Ez a film egyáltalán nem oldja meg Kyle és Ike problémáit.
Az Intellilink katasztrofálisan működik, ezért Mr. Mackey szerelőt hív, aki azt mondja neki, hogy inkább a Silver csomagra kellene előfizetniük. Ezalatt Kyle megpróbál jegyeket szerezni a "Yo Gabba Gabba" élő fellépésére. Ike felmegy a színpadra, és közli, hogy "megpakolja" az egyik szereplő, Fufa "barackját", majd botrányt okoz, amikor levetkőzik és rámászik. A műsor után kérdőre vonják, mire Ike annyit mond, hogy Fufa túl jó nő ahhoz, hogy gyerekekkel foglalkozzon. Fufa érdekes módon egyetért ezzel, provokatívabb és szexisebb akar lenni.
A tanári kar közli Mr. Mackeyvel, hogy 22 ezer dollárt költöttek eddig a használhatatlan Intellilink rendszerre, amire azt válaszolja, hogy felvett a problémák megoldására egy embert, Pat Connerst. A nőt viszont csak azért vette fel, hogy azonnal ráhárítson minden felelősséget a hibákért majd kirúgja. Ezután Mackey közli, hogy a Gold csomagra kell váltaniuk, további 10 ezer dollárért, hogy megoldódjanak a hibák. A tanárok szerint ideje lenne végre magára vállalni a felelősséget, amit Mackey visszautasít.
Fufa új menedzsere Ike lett, aki új, felnőttes, szexi imidzset vett fel, és arra készül, hogy fellépjen az MTV Video Music Awards-on. Fufát a társai sikertelenül próbálják lebeszélni, ahogy Sinéad O'Connor is. Ezután csörög a telefon a Broflovski-házban: a kanadai egészségügyi miniszter érdeklődik Ike gyógyszerei iránt. Kyle megtudja tőle, hogy az ország egészségügyi rendszerét is az Intellilink üzemelteti, és hogy a rendszer ott se működik rendesen: Ike hashajtóját összecserélték Tom Brady hormonkészítményeivel. A miniszter megvédi a programot, és amikor Kyle emiatt kifakad, a férfi közli, hogy úgy beszél, mint a neje. Kiderül számára, hogy az egészségügyi rendszer ellenségessé tette őt, és a nejének elege lett ebből.
Az iskolában továbbra sem működik az Intellilink, Mr. Mackeyt pedig a szerelő rá akarja beszélni a szerelő a Platina csomagra. Ő erre azt mondja, hogy csak azt akarja, hogy működjön a rendszer, mire kiderül, hogy ahhoz a Centurion csomagra kell előfizetni. Ebben benne van, hogy minden Intellilink-panelt kitépnek a falból és elégetik, aztán minden gépről le is törlik a szoftvert. A szerelő ezt megcsinálja, ad Mr. Mackeynek egy üres lapot, mint egy listát, amire feliratkozhatnak a diákok a jövőben, majd agyonlövi magát.
AZ MTV Video Music Awards-on Fufa arra készül, hogy előadja a "Pakold a barackomat" című számot. Kyle épp időben érkezik, és elmondja Ike-nak, hogy ő a kisöccse akkor is, ha ő 50 éves lesz, Ike pedig 45, és nem zavarja, ha fel akar nőni, csak közben mellette akar lenni. Ike-ot megérinti, amit a bátyja mond, Fufa viszont mindennek ellenére fellép.
Kanadában az egészségügyi miniszter elmondja a feleségének, hogy igaza volt, és békét kötnek. Ike a rendes gyógyszereit kezdi el szedni, amitől visszaváltozik a régi valójába – habár amikor a "Dóra, a felfedező" című műsort nézi a tévében, közli Kyle-lal, hogy "megpakolná a szaftos Puerto Ricó-i barackját".

## Készítése
Parker és Stone a kedvenc részüknek nevezték a tizenhetedik évadból, azért, mert nagy szerepet kapott benne a kanadai humor, amely végigkísérte a South Park történetét. Az egészségügyi miniszter eredetileg "Fawcy Friend" néven szerepelt, és későbbi részekben is felbukkant, Parker és Stone pedig azt is megfontolták, hogy egy egész epizód szóljon csak róla.
A DVD-kommentár szerint az Intellilink kezdetben mindössze a Crestron szolgáltatás analógiája lett volna, amihez korábban volt szerencséjük. A Crestron azonban nem volt közismert a nagyközönség előtt, ezért az egészségügyi rendszeren keresztül mutatták be annak működésképtelenségét.
Trey Parker nem ismerte a "Yo Gabba Gabba" című műsort, ezért Matt Stone és Bill Hader igyekeztek a készítés közben minél több részletet bemutatni belőle neki.

## Fordítás
Ez a szócikk részben vagy egészben  a   Taming Strange című angol Wikipédia-szócikk ezen változatának fordításán alapul.  Az eredeti cikk szerkesztőit annak laptörténete sorolja fel. Ez a jelzés csupán a megfogalmazás eredetét és a szerzői jogokat jelzi, nem szolgál a cikkben szereplő információk forrásmegjelöléseként.